# Giải bóng đá nữ Cúp Quốc gia 2023
Giải bóng đá nữ Cúp Quốc gia 2023 là giải bóng đá chỉ dành cho nữ được tổ chức lần thứ năm của giải bóng đá nữ Cúp Quốc gia diễn ra từ ngày 14 tháng 2 đến ngày 1 tháng 3 năm 2023. Cúp Quốc gia nữ 2023 diễn ra tại Trung tâm Đào tạo bóng đá trẻ Việt Nam và sân vận động PVF.

## Vòng bảng

### Bảng A
| Than Khoáng Sản Việt Nam | 0–1      | Thái Nguyên T&T       |
| ------------------------ | -------- | --------------------- |
|                          | Chi tiết | Nguyễn Thị Mỹ Anh 63' |

| Thành phố Hồ Chí Minh I | 6–0      | Hà Nội II |
| --- | -------- | --------- |
| Ngô Thị Hồng Nhung 4', 23' · Nguyễn Thị Bích Thuỳ 8' · Trần Nguyễn Bảo Châu 27' · Trần Thị Thuỳ Trang 31' · Phan Thị Trang 33' | Chi tiết |           |

| Thái Nguyên T&T | 0–1      | Thành phố Hồ Chí Minh I |
| --------------- | -------- | ----------------------- |
|                 | Chi tiết | Trần Thị Thu Thảo 45+1' |

| Hà Nội II              | 1–2      | Than Khoáng Sản Việt Nam                    |
| ---------------------- | -------- | ------------------------------------------- |
| Trịnh Thị Thuỳ Linh 9' | Chi tiết | Trần Thị Thu Xuân 3' · Nguyễn Thị Vạn 90+3' |

| Than Khoáng Sản Việt Nam                    | 2–0      | Thành phố Hồ Chí Minh I |
| ------------------------------------------- | -------- | ----------------------- |
| Nguyễn Thị Vạn 19' · Đinh Thị Thùy Dung 72' | Chi tiết |                         |

| Hà Nội II | 0–2      | Thái Nguyên T&T                              |
| --------- | -------- | -------------------------------------------- |
|           | Chi tiết | Nguyễn Thị Chuyền 9' · Lê Thị Thùy Trang 74' |

| VT | Đội                      | ST | T | H | B | BT | BB | HS | Đ | Phân hạng    |
| -- | ------------------------ | -- | - | - | - | -- | -- | -- | - | ------------ |
| 1  | Than Khoáng Sản Việt Nam | 3  | 2 | 0 | 1 | 4  | 2  | +2 | 6 | Vòng bán kết |
| 2  | Thái Nguyên T&T          | 3  | 2 | 0 | 1 | 3  | 1  | +2 | 6 | Vòng bán kết |
| 3  | Thành phố Hồ Chí Minh I  | 3  | 2 | 0 | 1 | 7  | 2  | +5 | 6 |              |
| 4  | Hà Nội II                | 3  | 0 | 0 | 3 | 1  | 10 | −9 | 0 |              |

- Khi tính kết quả của các trận đấu giữa Thành phố Hồ Chí Minh I, Thái Nguyên T&T và Than Khoáng Sản Việt Nam để so sánh:
  - Tổng số điểm đều bằng 3;
  - Hiệu số của tổng số bàn thắng trừ tổng số bàn thua: Than Khoáng Sản Việt Nam: +1; Thái Nguyên T&T: 0; Thành phố Hồ Chí Minh I: -1.

### Bảng B
| VT | Đội              | ST | T | H | B | BT | BB | HS | Đ | Phân hạng    |
| -- | ---------------- | -- | - | - | - | -- | -- | -- | - | ------------ |
| 1  | Hà Nội I         | 2  | 2 | 0 | 0 | 6  | 0  | +6 | 6 | Vòng bán kết |
| 2  | Phong Phú Hà Nam | 2  | 1 | 0 | 1 | 4  | 3  | +1 | 3 | Vòng bán kết |
| 3  | Sơn La           | 2  | 0 | 0 | 2 | 1  | 8  | −7 | 0 |              |

| Hà Nội I                                    | 2–0      | Phong Phú Hà Nam |
| ------------------------------------------- | -------- | ---------------- |
| Phạm Hải Yến 43' · Nguyễn Thị Thanh Nhã 73' | Chi tiết |                  |

| Phong Phú Hà Nam                                                                               | 4–1      | Sơn La             |
| ---------------------------------------------------------------------------------------------- | -------- | ------------------ |
| Nguyễn Thị Quỳnh 10' · Nguyễn Thị Hồng Cúc 48' · Đinh Thị Duyên 34' · Cà Thị Phượng 85' (l.n.) | Chi tiết | Lò Thị Hoài Vy 19' |

| Sơn La | 0–4      | Hà Nội I                                                                  |
| ------ | -------- | ------------------------------------------------------------------------- |
|        | Chi tiết | Nguyễn Thị Thanh Nhã 3', 8' · Nguyễn Thị Hằng 30' · Nguyễn Thị Tú Anh 50' |

## Tranh Hạng năm
| VT | Đội                     | ST | T | H | B | BT | BB | HS | Đ |
| -- | ----------------------- | -- | - | - | - | -- | -- | -- | - |
| 5  | Thành phố Hồ Chí Minh I | 2  | 2 | 0 | 0 | 5  | 0  | +5 | 6 |
| 6  | Sơn La                  | 2  | 1 | 0 | 1 | 1  | 4  | −3 | 3 |
| 7  | Hà Nội II               | 2  | 0 | 0 | 2 | 0  | 2  | −2 | 0 |

| Thành phố Hồ Chí Minh I                                                            | 4–0      | Sơn La |
| ---------------------------------------------------------------------------------- | -------- | ------ |
| Nguyễn Thị Tuyết Ngân 13', 80' · Nguyễn Thị Thanh Tâm 41' · Ngô Thị Hồng Nhung 82' | Chi tiết |        |

| Hà Nội II | 0–1      | Sơn La           |
| --------- | -------- | ---------------- |
|           | Chi tiết | Lò Thị Chung 67' |

| Thành phố Hồ Chí Minh I | 1–0      | Hà Nội II |
| ----------------------- | -------- | --------- |
| Trần Thị Thu Thảo 59'   | Chi tiết |           |

## Vòng bán kết
| Hà Nội I                                                                             | 0–0      | Thái Nguyên T&T                                                                                |
| ------------------------------------------------------------------------------------ | -------- | ---------------------------------------------------------------------------------------------- |
|                                                                                      | Chi tiết |                                                                                                |
| Loạt sút luân lưu                                                                    |          |                                                                                                |
| - Phạm Hải Yến - Vũ Thị Hoa - Nguyễn Thị Tú Anh - Nguyễn Kim Anh - Trần Thị Hải Linh | 4–3      | - Trần Thị Thuý Nga - Lương Thị Xuyến - Lê Thị Thuỳ Trang - Nguyễn Thị Mỹ Anh - Trần Mai Tuyền |

| Than Khoáng Sản Việt Nam | 1–0      | Phong Phú Hà Nam |
| ------------------------ | -------- | ---------------- |
| Hà Thị Nhài 55'          | Chi tiết |                  |

## Trận tranh hạng ba
| Phong Phú Hà Nam                                                                                  | 0–0      | Thái Nguyên T&T                                                                             |
| ------------------------------------------------------------------------------------------------- | -------- | ------------------------------------------------------------------------------------------- |
|                                                                                                   | Chi tiết |                                                                                             |
| Loạt sút luân lưu                                                                                 |          |                                                                                             |
| - Nguyễn Thị Tuyết Dung - Trần Thị Duyên - Trịnh Phương Quỳnh - Đinh Thị Duyên - Trần Thị Lan Anh | 3–2      | - Trần Thị Thuý Nga - Nguyễn Thị Mỹ Anh - Trần Thị Kim Anh - Lê Hoài Lương - Trần Mai Tuyền |

## Trận chung kết
| Than Khoáng Sản Việt Nam                                                                        | 2–2      | Hà Nội I                                                                           |
| ----------------------------------------------------------------------------------------------- | -------- | ---------------------------------------------------------------------------------- |
| Hà Thị Nhài 27', 85'                                                                            | Chi tiết | Nguyễn Thị Thanh Nhã 5' · Phạm Hải Yến 7'                                          |
| Loạt sút luân lưu                                                                               |          |                                                                                    |
| - Trần Thị Thu Xuân - Nguyễn Thị Trúc Hương - Hà Thị Nhài - Phan Thị Thu Thìn - Nguyễn Thị Thúy | 5–4      | - Hồ Thị Quỳnh - Vũ Thị Hoa - Phạm Hải Yến - Nguyễn Thị Tú Anh - Trần Thị Hải Linh |

## Tổng kết toàn giải
- Đội vô địch: Than Khoáng Sản Việt Nam
- Đội hạng nhì: Hà Nội I
- Đội hạng ba: Phong Phú Hà Nam
- Đội đoạt giải phong cách: Than Khoáng Sản Việt Nam
- Cầu thủ ghi nhiều bàn thắng nhất: Nguyễn Thị Thanh Nhã (Hà Nội I) với 4 bàn thắng
- Thủ môn xuất sắc nhất: Khổng Thị Hằng (Than Khoáng Sản Việt Nam)
- Cầu thủ xuất sắc nhất: Nguyễn Thị Vạn (Than Khoáng Sản Việt Nam)